# Confolens
Confolens es una comuna nueva francesa situada en el departamento de Charente, de la región de Nueva Aquitania.

## Historia
Fue creada el uno de enero de 2016, en aplicación de una resolución del prefecto de Charente de 28 de septiembre de 2015 con la unión de las comunas de Confolens y Saint-Germain-de-Confolens, pasando a estar el ayuntamiento en la antigua comuna de Confolens.

## Demografía
| Gráfica de evolución demográfica de Confolens entre 1800 y 2014 |
|                                                                 |

Los datos entre 1800 y 2013 son el resultado de sumar los parciales de las dos comunas que forman la nueva comuna de Confolens, cuyos datos se han cogido de 1800 a 1999, para las comunas de Confolens y Saint-Germain-de-Confolens de la página francesa EHESS/Cassini. Los demás datos se han cogido de la página del INSEE.

## Composición
| Comuna delegada            | Código INSEE | Población (2013) | Superficie (km²) | Densidad (hab./km²) |
| -------------------------- | ------------ | ---------------- | ---------------- | ------------------- |
| Confolens                  | 16106        | 2721             | 23.63            | 115                 |
| Saint-Germain-de-Confolens | 16322        | 84               | 4.67             | 18                  |